# Igreja de Nossa Senhora de Fátima (Ribeira Funda)

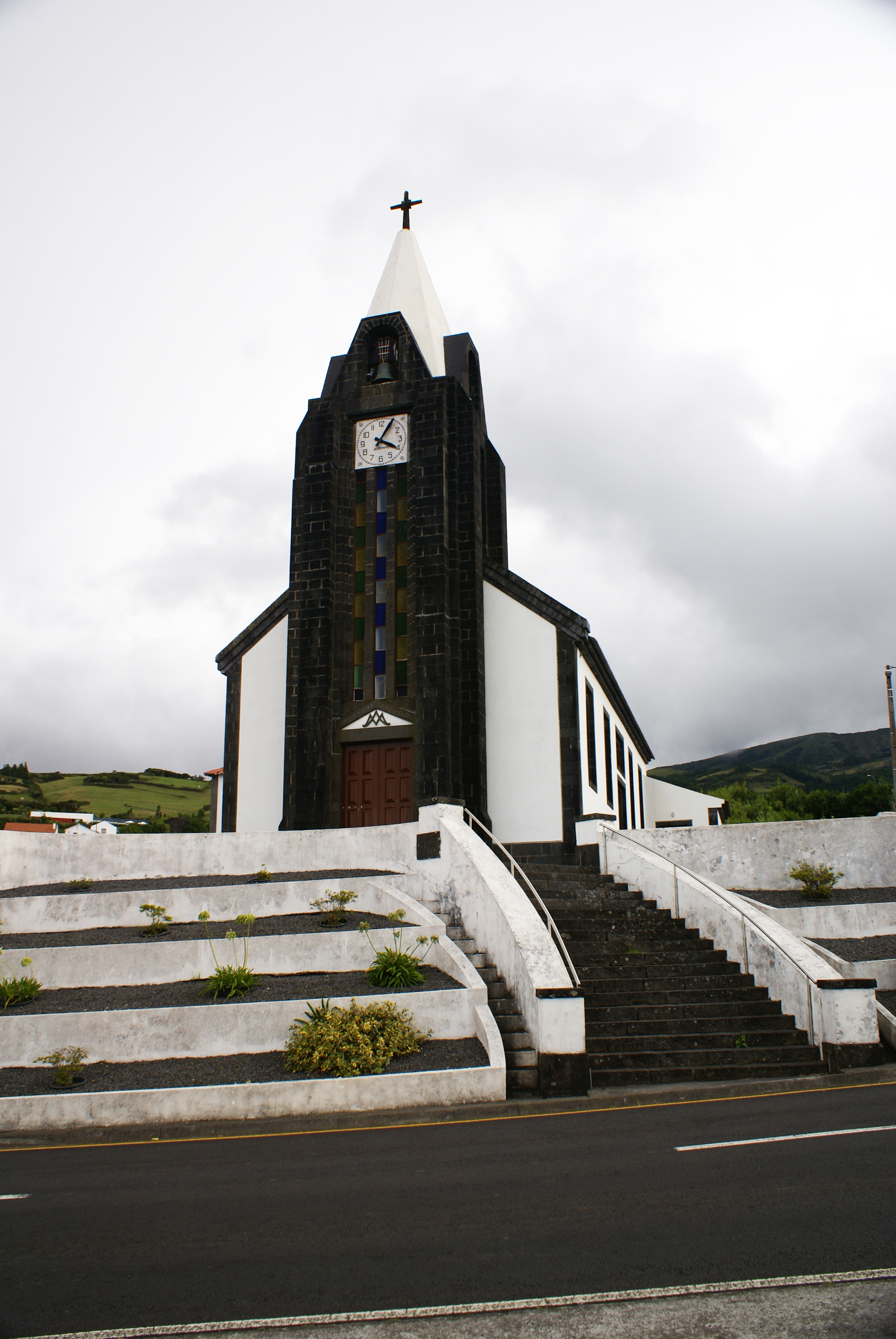
Igreja de Nossa Senhora de Fátima, Horta.

A Igreja de Nossa Senhora de Fátima localiza-se na Ribeira Funda, na freguesia de Cedros, concelho da Horta, na ilha do Faial, nos Açores.

## História
Foi erguida para atender este local, muito distante da respectiva igreja paroquial, por iniciativa do padre José Silveira Luís, pároco dos Cedros, com o auxílio de esmolas dos paroquianos e de faialenses residentes nos Estados Unidos.
A bênção do templo ocorreu no dia 16 de junho de 1950, tendo sido presidida pelo ouvidor eclesiástico da Horta, padre José Silveira Luís . Nesse mesmo dia procedeu-se também à bênção de um sino e de uma imagem da Virgem. Nos dias 17 e 18 daquele mesmo mês realizaram-se até ali várias peregrinações, vindas de todas as freguesias do Faial, peregrinações que, pelo caminho, iam entrando em todas as igrejas por onde passavam ao som dos repiques dos sinos. Estas peregrinações tornaram-se hábito nos anos seguintes.
Foi, porém, no dia 18 que se realizou a grande festa da inauguração, com a presença do chefe do distrito, das demais autoridades e de todo o clero da ilha. Houve missa solene e procissão à tarde, apresentando-se as ruas da localidade singularmente ornamentadas.